# Copa Sudamericana 2015
De Copa Sudamericana 2015 (Copa Sul-Americana in het Portugees) was de 14e editie van de Copa Sudamericana, een jaarlijks voetbaltoernooi voor clubs uit Zuid-Amerika, georganiseerd door CONMEBOL. Sinds 2013 is de officiële naam van het toernooi de Copa Total Sudamericana.
Het Argentijnse River Plate was de titelverdediger, maar werd in de halve finales uitgeschakeld door landgenoot Huracán. Deze verloren de finale vervolgens na strafschoppen van het Colombiaaanse Independiente Santa Fe. Dankzij deze zege plaatste Santa Fe zich voor de Suruga Bank Cup 2016, voor de Copa Libertadores 2016 en voor de Recopa Sudamericana 2016.

## Algemene info

### Deelnemers per land
In totaal namen 47 teams uit tien landen (de tien leden van de Zuid-Amerikaanse voetbalbond) deel aan de Copa Sudamericana.
Hieronder de verdeling van de plaatsen:
- Van Brazilië kwalificeerden zich acht teams.
- Van Argentinië kwalificeerden zich zes teams.
- Van de overige acht landen (Bolivia, Chili, Colombia, Ecuador, Paraguay, Peru, Uruguay en Venezuela) kwalificeerden zich vier teams.
- De winnaar van de vorige editie, de titelverdediger, kwalificeerde zich automatisch voor de achtste finales van het toernooi. Indien zij zich al hadden geplaatst, schoof dit ticket door naar de beste ploeg uit het land van de titelverdediger, dat oorspronkelijk niet zou deelnemen.

### Data
De loting voor het hele toernooi vond op 16 juli plaats in het Centro de Convenciones de la Conmebol te Asunción, Paraguay.
| Fase          | Ronde           | Datum loting | Heenwedstrijd                | Terugwedstrijd                         |
| ------------- | --------------- | ------------ | ---------------------------- | -------------------------------------- |
| Voorronde     | Eerste ronde    | 16 juli 2015 | 11-13 augustus 2015          | 18-20 augustus 2015                    |
| Voorronde     | Tweede ronde    | 16 juli 2015 | 18-20 en 26-27 augustus 2015 | 25-27 augustus en 15-17 september 2015 |
| Hoofdtoernooi | Achtste finales | 16 juli 2015 | 22-24 september              | 29-30 september en 1 oktober           |
| Hoofdtoernooi | Kwartfinales    | 16 juli 2015 | 21 oktober                   | 28 oktober                             |
| Hoofdtoernooi | Halve finales   | 16 juli 2015 | 4 november                   | 25 november                            |
| Hoofdtoernooi | Finale          | 16 juli 2015 | 2 december                   | 9 december                             |

## Teams
Onderstaande tabel geeft alle deelnemers aan deze editie weer, toont in welke ronde de club van start ging en op welke manier de clubs zich hadden geplaatst.
| Hoofdtoernooi (1+15)                            | Hoofdtoernooi (1+15)                                | Hoofdtoernooi (1+15)                    | Hoofdtoernooi (1+15)                      | Hoofdtoernooi (1+15) | Hoofdtoernooi (1+15) |
| ----------------------------------------------- | --------------------------------------------------- | --------------------------------------- | ----------------------------------------- | -------------------- | -------------------- |
| CA River Plate (Titelverdediger)                | Titelverdediger                                     |                                         |                                           |                      |                      |
| Tweede ronde (14+16)                            |                                                     |                                         |                                           |                      |                      |
| Clube Atlético Paranaense (Brazilië 1)          | Nummer 8                                            | Brasília FC (Brazilië 8)                | Winnaar Copa Verde 2014                   |                      |                      |
| Sport Club do Recife (Brazilië 2)               | Nummer 11                                           | CA Huracán (Argentinië 1)               | Winnaar Supercup                          |                      |                      |
| Goiás EC (Brazilië 3)                           | Nummer 12                                           | CA Lanús (Argentinië 2)                 | Nummer 3 Transición 2014                  |                      |                      |
| Associação Chapecoense de Futebol (Brazilië 4)  | Nummer 15                                           | CA Independiente (Argentinië 3)         | Nummer 4 Transición 2014                  |                      |                      |
| Joinville EC (Brazilië 5)                       | Kampioen Série B                                    | CA Tigre (Argentinië 4)                 | Nummer 7 Transición 2014                  |                      |                      |
| AA Ponte Preta (Brazilië 6)                     | Nummer 2 Série B                                    | Arsenal FC (Argentinië 5)               | Nummer 9 Transición 2014                  |                      |                      |
| EC Bahia (Brazilië 7)                           | Finalist Copa do Nordeste 2015                      | CA Belgrano (Argentinië 6)              | Nummer 10 Transición 2014                 |                      |                      |
| Eerste ronde (32)                               |                                                     |                                         |                                           |                      |                      |
| Club Real Potosí (Bolivia 1)                    | Nummer 4 Clausura 2013/14                           | Club Libertad (Paraguay 1)              | Kampioen Apertura en Clausura             |                      |                      |
| Club Bolívar (Bolivia 2)                        | Nummer 5 Clausura 2013/14                           | Club Sportivo Luqueño (Paraguay 2)      | Op twee na beste niet-kampioen            |                      |                      |
| Club Aurora (Bolivia 3)                         | Nummer 6 Clausura 2013/14                           | Club Olimpia (Paraguay 3)               | Op drie na beste niet-kampioen            |                      |                      |
| CD Oriente Petrolero (Bolivia 4)                | Nummer 7 Clausura 2013/14                           | Club Nacional (Paraguay 4)              | Op vier na beste niet-kampioen            |                      |                      |
| CD Universidad de Concepción (Chili 1)          | Bekerwinnaar                                        | FBC Melgar (Peru 1)                     | Nummer 1 totaalstand                      |                      |                      |
| CD Huachipato (Chili 2)                         | Nummer 4 totaalstand                                | CD Unión Comercio (Peru 2)              | Nummer 4 totaalstand                      |                      |                      |
| CD Universidad Católica (Chili 3)               | Winnaar play-offs Clausura                          | Club Universitario de Deportes (Peru 3) | Nummer 6 totaalstand                      |                      |                      |
| CD Santiago Wanderers (Chili 4)                 | Finalist play-offs Apertura en nummer 3 totaalstand | CSD León de Huánuco (Peru 4)            | Nummer 7 totaalstand                      |                      |                      |
| Club Deportes Tolima (Colombia 1)               | Bekerwinnaar                                        | Club Nacional de Football (Uruguay 1)   | Kampioen                                  |                      |                      |
| Independiente Santa Fe (Colombia 2)             | Winnaar Supercup                                    | Danubio FC (Uruguay 2)                  | Nummer 4                                  |                      |                      |
| Águilas Doradas FC (Colombia 3)                 | Op een na beste niet-kampioen                       | Defensor Sporting Club (Uruguay 3)      | Nummer 5                                  |                      |                      |
| CD Junior FC (Colombia 4)                       | Op twee na beste niet-kampioen                      | CA Juventud (Uruguay 4)                 | Nummer 6                                  |                      |                      |
| CS Emelec (Ecuador 1)                           | Kampioen                                            | Deportivo La Guaira (Venezuela 1)       | Bekerwinnaar en nummer 3 totaalstand      |                      |                      |
| LDU Quito (Ecuador 2)                           | Nummer 4                                            | Deportivo Anzoátegui SC (Venezuela 2)   | Nummer 4 totaalstand                      |                      |                      |
| LDU Loja (Ecuador 3)                            | Nummer 5                                            | Zamora FC (Venezuela 3)                 | Winnaar play-offs (nummer 5 totaalstand)  |                      |                      |
| CD Universidad Católica del Ecuador (Ecuador 4) | Nummer 6                                            | Carabobo FC (Venezuela 4)               | Winnaar play-offs (nummer 12 totaalstand) |                      |                      |

## Voorronde

### Eerste ronde
In de eerste ronde speelden 32 teams een thuis- en uitwedstrijd voor zestien plaatsen in de tweede ronde. De teams waren verdeeld in twee zones:
- Noord (teams uit Colombia, Ecuador, Peru en Venezuela)
- Zuid (teams uit Bolivia, Chili, Paraguay en Uruguay)

Teams die zich kwalificeerden als nummer 1 (Bolivia 1, Chili 1, et cetera) konden enkel loten tegen een nummer 4 uit dezelfde zone. Teams die zich kwalificeerden als nummer 2 konden enkel loten tegen een nummer 3 uit dezelfde zone. Teams uit hetzelfde land konden elkaar echter niet treffen. Een team dat zich kwalificeerde als nummer 3 of nummer 4 speelde de eerste wedstrijd thuis.

#### Potindeling
| Noord 1                             | Noord 1     |
| Team                                | Kwal.       |
| ----------------------------------- | ----------- |
| Club Deportes Tolima                | Colombia 1  |
| CS Emelec                           | Ecuador 1   |
| FBC Melgar                          | Peru 1      |
| Deportivo La Guaira                 | Venezuela 1 |
| Noord 4                             |             |
| Team                                | Kwal.       |
| CD Junior FC                        | Colombia 4  |
| CD Universidad Católica del Ecuador | Ecuador 4   |
| CSD León de Huánuco                 | Peru 4      |
| Carabobo FC                         | Venezuela 4 |

| Noord 2                        | Noord 2     |
| Team                           | Kwal.       |
| ------------------------------ | ----------- |
| Independiente Santa Fe         | Colombia 2  |
| LDU Quito                      | Ecuador 2   |
| CD Unión Comercio              | Peru 2      |
| Deportivo Anzoátegui SC        | Venezuela 2 |
| Noord 3                        |             |
| Team                           | Kwal.       |
| Águilas Doradas FC             | Colombia 3  |
| LDU Loja                       | Ecuador 3   |
| Club Universitario de Deportes | Peru 3      |
| Zamora FC                      | Venezuela 3 |

| Zuid 1                       | Zuid 1     |
| Team                         | Kwal.      |
| ---------------------------- | ---------- |
| Club Real Potosí             | Bolivia 1  |
| CD Universidad de Concepción | Chili 1    |
| Club Libertad                | Paraguay 1 |
| Club Nacional de Football    | Uruguay 1  |
| Zuid 4                       |            |
| Team                         | Kwal.      |
| CD Oriente Petrolero         | Bolivia 4  |
| CD Santiago Wanderers        | Chili 4    |
| Club Nacional                | Paraguay 4 |
| CA Juventud                  | Uruguay 4  |

| Zuid 2                  | Zuid 2     |
| Team                    | Kwal.      |
| ----------------------- | ---------- |
| Club Bolívar            | Bolivia 2  |
| CD Huachipato           | Chili 2    |
| Club Sportivo Luqueño   | Paraguay 2 |
| Danubio FC              | Uruguay 2  |
| Zuid 3                  |            |
| Team                    | Kwal.      |
| Club Aurora             | Bolivia 3  |
| CD Universidad Católica | Chili 3    |
| Club Olimpia            | Paraguay 3 |
| Defensor Sporting Club  | Uruguay 3  |

#### Wedstrijden
De wedstrijden werden gespeeld op 11-13 augustus (heen) en op 18-20 augustus (terug).
| Team 1                              | Tot.               | Team 2                       | 1e wedstr. | 2e wedstr. |
| ----------------------------------- | ------------------ | ---------------------------- | ---------- | ---------- |
| CD Universidad Católica del Ecuador | 1 - 2              | Deportivo La Guaira          | 1 - 1      | 0 - 1      |
| CD Universidad Católica             | 3 - 1              | Danubio FC                   | 1 - 0      | 2 - 1      |
| Carabobo FC                         | 0 - 0 (1 - 3 n.s.) | Club Deportes Tolima         | 0 - 0      | 0 - 0      |
| CD Oriente Petrolero                | 0 - 3              | Club Nacional de Football    | 0 - 3      | 0 - 0      |
| Club Universitario de Deportes      | 6 - 2              | Deportivo Anzoátegui SC      | 3 - 1      | 3 - 1      |
| CD Santiago Wanderers               | 1 - 2              | Club Libertad                | 0 - 0      | 1 - 2      |
| Defensor Sporting Club              | 3 - 2              | Club Bolívar                 | 3 - 0      | 0 - 2      |
| CD Junior FC                        | 5 - 4              | FBC Melgar                   | 5 - 0      | 0 - 4      |
| Club Olimpia                        | 4 - 0              | CD Huachipato                | 2 - 0      | 2 - 0      |
| LDU Loja                            | 0 - 3              | Independiente Santa Fe       | 0 - 0      | 0 - 3      |
| Club Aurora                         | 2 - 7              | Club Sportivo Luqueño        | 1 - 2      | 1 - 5      |
| Zamora FC                           | 1 - 3              | LDU Quito                    | 1 - 1      | 0 - 2      |
| CA Juventud                         | 4 - 3              | Club Real Potosí             | 4 - 1      | 0 - 2      |
| Club Nacional                       | 5 - 2              | CD Universidad de Concepción | 2 - 1      | 3 - 1      |
| CSD León de Huánuco                 | 1 - 6              | CS Emelec                    | 1 - 3      | 0 - 3      |
| Águilas Doradas FC                  | 3 - 1              | CD Unión Comercio            | 2 - 0      | 1 - 1      |

### Tweede ronde
In de tweede ronde speelden de zestien winnaars van de eerste ronde plus veertien direct geplaatste clubs een thuis- en uitwedstrijd voor vijftien plaatsen in het hoofdtoernooi. De teams waren verdeeld in drie zones:
- Argentinië (zes teams uit Argentinië)
- Brazilië (acht teams uit Brazilië)
- Noord/Zuid (zestien winnaars van de eerste ronde)

In Argentinië speelden de teams die zich kwalificeerden als nummer 1, 2 of 3 tegen de teams die zich kwalificeerden als nummer 4, 5 of 6. In Brazilië speelden de teams die zich kwalificeerden als nummer 1, 2, 3 of 4 tegen de teams die zich kwalificeerden als nummer 5, 6, 7 of 8. In Noord/Zuid waren er geen restricties bij de loting.
In Argentinië en Brazilië speelden de teams die zich kwalificeerden met een slechter nummer (4-6 in Argentinië en 5-8 in Brazilië) de eerste wedstrijd thuis. In Noord/Zuid speelden vier teams uit elke zone de eerste wedstrijd thuis.

#### Potindeling
| Argentinië 1-3   | Argentinië 1-3 |
| Team             | Kwal.          |
| ---------------- | -------------- |
| CA Huracán       | Argentinië 1   |
| CA Lanús         | Argentinië 2   |
| CA Independiente | Argentinië 3   |
| Argentinië 4-6   |                |
| Team             | Kwal.          |
| CA Tigre         | Argentinië 4   |
| Arsenal FC       | Argentinië 5   |
| CA Belgrano      | Argentinië 6   |

| Brazilië 1-4                      | Brazilië 1-4 |
| Team                              | Kwal.        |
| --------------------------------- | ------------ |
| Clube Atlético Paranaense         | Brazilië 1   |
| Sport Club do Recife              | Brazilië 2   |
| Goiás EC                          | Brazilië 3   |
| Associação Chapecoense de Futebol | Brazilië 4   |
| Brazilië 5-8                      |              |
| Team                              | Kwal.        |
| Joinville EC                      | Brazilië 5   |
| AA Ponte Preta                    | Brazilië 6   |
| EC Bahia                          | Brazilië 7   |
| Brasília FC                       | Brazilië 8   |

| Noord/Zuid                     | Noord/Zuid  |
| Team                           | Kwal.       |
| ------------------------------ | ----------- |
| Club Libertad                  | Paraguay 1  |
| Independiente Santa Fe         | Colombia 2  |
| Club Sportivo Luqueño          | Paraguay 2  |
| Águilas Doradas FC             | Colombia 3  |
| Club Universitario de Deportes | Peru 3      |
| CD Junior FC                   | Colombia 4  |
| Club Nacional                  | Paraguay 4  |
| CA Juventud                    | Uruguay 4   |
| Noord/Zuid                     |             |
| Team                           | Kwal.       |
| Club Deportes Tolima           | Colombia 1  |
| CS Emelec                      | Ecuador 1   |
| Club Nacional de Football      | Uruguay 1   |
| Deportivo La Guaira            | Venezuela 1 |
| LDU Quito                      | Ecuador 2   |
| CD Universidad Católica        | Chili 3     |
| Club Olimpia                   | Paraguay 3  |
| Defensor Sporting Club         | Uruguay 3   |

#### Wedstrijden
De wedstrijden werden gespeeld op 18-20 en 26-27 augustus (heen) en op 25-27 augustus en 15-17 september (terug).
| Team 1                    | Tot.               | Team 2                            | 1e wedstr. | 2e wedstr. |
| ------------------------- | ------------------ | --------------------------------- | ---------- | ---------- |
| Brasília FC               | 2 - 0              | Goiás EC                          | 0 - 0      | 2 - 0      |
| EC Bahia                  | 2 - 4              | Sport Club do Recife              | 1 - 0      | 1 - 4      |
| AA Ponte Preta            | 1 - 4              | Associação Chapecoense de Futebol | 1 - 1      | 0 - 3      |
| Joinville EC              | 0 - 3              | Clube Atlético Paranaense         | 0 - 2      | 0 - 1      |
| Defensor Sporting Club    | 4 - 0              | Club Universitario de Deportes    | 3 - 0      | 1 - 0      |
| Club Olimpia              | 3 - 2              | Águilas Doradas FC                | 1 - 1      | 2 - 1      |
| Arsenal FC                | 1 - 2              | CA Independiente                  | 1 - 1      | 0 - 1      |
| CA Tigre                  | 2 - 6              | CA Huracán                        | 2 - 5      | 0 - 1      |
| LDU Quito                 | 2 - 0              | Club Nacional                     | 1 - 0      | 1 - 0      |
| Club Deportes Tolima      | 2 - 1              | CD Junior FC                      | 0 - 1      | 2 - 0      |
| Deportivo La Guaira       | 1 - 5              | Club Sportivo Luqueño             | 1 - 1      | 0 - 4      |
| Club Nacional de Football | 1 - 2              | Independiente Santa Fe            | 0 - 2      | 1 - 0      |
| CA Belgrano               | 2 - 6              | CA Lanús                          | 1 - 1      | 1 - 5      |
| CD Universidad Católica   | 2 - 4              | Club Libertad                     | 2 - 3      | 0 - 1      |
| CS Emelec                 | 0 - 0 (3 - 2 n.s.) | CA Juventud                       | 0 - 0      | 0 - 0      |

## Hoofdtoernooi
In het hoofdtoernooi speelden de vijftien winnaars van de tweede ronde plus de titelverdediger (CA River Plate) volgens een knock-outsysteem. De geplaatste ploegen kregen een nummer toegewezen, bepaald door loting. In tegenstelling tot vorige seizoenen - toen de teams uit Argentinië en Brazilië standaard een oneven nummer kregen - konden alle teams nu elk nummer toegewezen krijgen.
In de achtste finales werd het team met het laagste nummer gekoppeld aan dat met het hoogste nummer (dus nummer 1 tegen 16, nummer 2 tegen 15, et cetera).
Het schema was zo gemaakt, dat als de lagere nummers (1-8) allemaal zouden winnen, dat dan in de kwartfinales wederom het team met het laagste nummer tegen het team met het hoogste nummer speelde (dus de winnaar van 1 tegen 16 speelt tegen de winnaar van 8 tegen 9, et cetera). Hetzelfde gold voor de halve finales (dus de winnaar van 1/16 tegen 8/9 speelt tegen de winnaar van 4/13 tegen 5/12 en de winnaar van 2/15 tegen 7/10 speelt tegen de winnaar van 3/14 tegen 6/11). Echter, als er twee ploegen uit hetzelfde land de halve finales bereikten, dan moesten ze sowieso tegen elkaar, ongeacht hun nummer.
In elke ronde speelde het team met het hogere nummer in de eerste wedstrijd thuis en het team met het lagere nummer in de tweede wedstrijd thuis. De winnaar van elke wedstrijd was in theorie de ploeg met de meeste wedstrijdpunten (3 voor winst, 1 voor een gelijkspel, 0 voor verlies). Bij gelijke stand werd er gekeken naar het doelsaldo. In de praktijk kwam dit erop neer dat de ploeg met de meeste gescoorde doelpunten over twee wedstrijden doorging naar de volgende ronde. Bij gelijke stand werd er gekeken naar de ploeg die het meeste uitdoelpunten had gemaakt. Was ook dat gelijk, dan werden er strafschoppen genomen (er werd niet verlengd). De enige uitzondering op deze regels was de finale: was daar de stand over twee wedstrijden gelijk, dan werd er niet gekeken naar het aantal uitdoelpunten, maar werd er nu wel een verlenging gespeeld. Stond het daarna nog gelijk, dan moesten strafschoppen beslissen over de titel.
Nummers
| Nr. | Team                              |
| --- | --------------------------------- |
| 1   | LDU Quito                         |
| 2   | Defensor Sporting Club            |
| 3   | Independiente Santa Fe            |
| 4   | Club Sportivo Luqueño             |
| 5   | Brasília FC                       |
| 6   | Club Olimpia                      |
| 7   | CA Huracán                        |
| 8   | Associação Chapecoense de Futebol |
| 9   | Club Libertad                     |
| 10  | Sport Club do Recife              |
| 11  | CA Independiente                  |
| 12  | Clube Atlético Paranaense         |
| 13  | Club Deportes Tolima              |
| 14  | CS Emelec                         |
| 15  | CA Lanús                          |
| 16  | CA River Plate                    |

### Wedstrijdschema
|  | Achtste finales     | Achtste finales   | Achtste finales | Achtste finales |       |                     | Kwartfinales | Kwartfinales | Kwartfinales | Kwartfinales |  |                  | Halve finales | Halve finales | Halve finales | Halve finales |         |   | Finale | Finale | Finale | Finale |
|  |                     |                   |                 |                 |       |                     |              |              |              |              |  |                  |               |               |               |               |         |   |        |        |        |        |
|  | River Plate         | 2                 | 0               | 2               |       |                     |              |              |              |              |  |                  |               |               |               |               |         |   |        |        |        |        |
|  | LDU Quito           | 0                 | 1               | 1               |       |                     |              |              |              |              |  |                  |               |               |               |               |         |   |        |        |        |        |
|  | LDU Quito           | 0                 | 1               | 1               |       | River Plate         | 3            | 1            | 4            |              |  |                  |               |               |               |               |         |   |        |        |        |        |
|  |                     |                   |                 |                 |       | River Plate         | 3            | 1            | 4            |              |  |                  |               |               |               |               |         |   |        |        |        |        |
|  |                     | Chapecoense       | 1               | 2               | 3     |                     |              |              |              |              |  |                  |               |               |               |               |         |   |        |        |        |        |
|  | Libertad            | Chapecoense       | 1               | 2               | 3     | 1                   | 1            | 2 (3)        |              |              |  |                  |               |               |               |               |         |   |        |        |        |        |
|  | Libertad            |                   |                 |                 |       | 1                   | 1            | 2 (3)        |              |              |  |                  |               |               |               |               |         |   |        |        |        |        |
|  | Chapecoense (n.s.)  | 1                 | 1               | 2 (5)           |       |                     |              |              |              |              |  |                  |               |               |               |               |         |   |        |        |        |        |
|  | Chapecoense (n.s.)  | 1                 | 1               | 2 (5)           |       |                     |              |              |              |              |  | River Plate      | 0             | 2             | 2             |               |         |   |        |        |        |        |
|  |                     |                   |                 |                 |       |                     |              |              |              |              |  | River Plate      | 0             | 2             | 2             |               |         |   |        |        |        |        |
|  |                     | Huracán           | 1               | 2               | 3     |                     |              |              |              |              |  |                  |               |               |               |               |         |   |        |        |        |        |
|  | Sport               | Huracán           | 1               | 2               | 3     | 1                   | 0            | 1            |              |              |  |                  |               |               |               |               |         |   |        |        |        |        |
|  | Sport               |                   |                 |                 |       | 1                   | 0            | 1            |              |              |  |                  |               |               |               |               |         |   |        |        |        |        |
|  | Huracán             | 1                 | 3               | 4               |       |                     |              |              |              |              |  |                  |               |               |               |               |         |   |        |        |        |        |
|  | Huracán             | 1                 | 3               | 4               |       | Huracán             | 1            | 0            | 1            |              |  |                  |               |               |               |               |         |   |        |        |        |        |
|  |                     |                   |                 |                 |       | Huracán             | 1            | 0            | 1            |              |  |                  |               |               |               |               |         |   |        |        |        |        |
|  |                     | Defensor Sporting | 0               | 0               | 0     |                     |              |              |              |              |  |                  |               |               |               |               |         |   |        |        |        |        |
|  | Lanús               | Defensor Sporting | 0               | 0               | 0     | 0                   | 0            | 0 (3)        |              |              |  |                  |               |               |               |               |         |   |        |        |        |        |
|  | Lanús               |                   |                 |                 |       | 0                   | 0            | 0 (3)        |              |              |  |                  |               |               |               |               |         |   |        |        |        |        |
|  | Defensor Sp. (n.s.) | 0                 | 0               | 0 (5)           |       |                     |              |              |              |              |  |                  |               |               |               |               |         |   |        |        |        |        |
|  | Defensor Sp. (n.s.) | 0                 | 0               | 0 (5)           |       |                     |              |              |              |              |  |                  |               |               |               |               | Huracán | 0 | 0      | 0 (1)  |        |        |
|  |                     |                   |                 |                 |       |                     |              |              |              |              |  |                  |               |               |               |               |         | 0 | 0      | 0 (1)  |        |        |
|  |                     | Santa Fe (n.s.)   | 0               | 0               | 0 (3) |                     |              |              |              |              |  |                  |               |               |               |               |         |   |        |        |        |        |
|  | Atlético Paranaense | Santa Fe (n.s.)   | 0               | 0               | 0 (3) | 1                   | 0            | 1            |              |              |  |                  |               |               |               |               |         |   |        |        |        |        |
|  | Atlético Paranaense |                   |                 |                 |       | 1                   | 0            | 1            |              |              |  |                  |               |               |               |               |         |   |        |        |        |        |
|  | Brasília            | 0                 | 0               | 0               |       |                     |              |              |              |              |  |                  |               |               |               |               |         |   |        |        |        |        |
|  | Brasília            | 0                 | 0               | 0               |       | Atlético Paranaense | 1            | 0            | 1            |              |  |                  |               |               |               |               |         |   |        |        |        |        |
|  |                     |                   |                 |                 |       | Atlético Paranaense | 1            | 0            | 1            |              |  |                  |               |               |               |               |         |   |        |        |        |        |
|  |                     | Sportivo Luqueño  | 0               | 2               | 2     |                     |              |              |              |              |  |                  |               |               |               |               |         |   |        |        |        |        |
|  | Deportes Tolima     | Sportivo Luqueño  | 0               | 2               | 2     | 1                   | 0            | 1            |              |              |  |                  |               |               |               |               |         |   |        |        |        |        |
|  | Deportes Tolima     |                   |                 |                 |       | 1                   | 0            | 1            |              |              |  |                  |               |               |               |               |         |   |        |        |        |        |
|  | Sportivo Luqueño    | 1                 | 1               | 2               |       |                     |              |              |              |              |  |                  |               |               |               |               |         |   |        |        |        |        |
|  | Sportivo Luqueño    | 1                 | 1               | 2               |       |                     |              |              |              |              |  | Sportivo Luqueño | 1             | 0             | 1             |               |         |   |        |        |        |        |
|  |                     |                   |                 |                 |       |                     |              |              |              |              |  | Sportivo Luqueño | 1             | 0             | 1             |               |         |   |        |        |        |        |
|  |                     | Santa Fe (u)      | 1               | 0               | 1     |                     |              |              |              |              |  |                  |               |               |               |               |         |   |        |        |        |        |
|  | Independiente       | Santa Fe (u)      | 1               | 0               | 1     | 1                   | 0            | 1            |              |              |  |                  |               |               |               |               |         |   |        |        |        |        |
|  | Independiente       |                   |                 |                 |       | 1                   | 0            | 1            |              |              |  |                  |               |               |               |               |         |   |        |        |        |        |
|  | Olimpia             | 0                 | 0               | 0               |       |                     |              |              |              |              |  |                  |               |               |               |               |         |   |        |        |        |        |
|  | Olimpia             | 0                 | 0               | 0               |       | Independiente       | 0            | 1            | 1            |              |  |                  |               |               |               |               |         |   |        |        |        |        |
|  |                     |                   |                 |                 |       | Independiente       | 0            | 1            | 1            |              |  |                  |               |               |               |               |         |   |        |        |        |        |
|  |                     | Santa Fe          | 1               | 1               | 2     |                     |              |              |              |              |  |                  |               |               |               |               |         |   |        |        |        |        |
|  | Emelec              | Santa Fe          | 1               | 1               | 2     | 2                   | 0            | 2            |              |              |  |                  |               |               |               |               |         |   |        |        |        |        |
|  | Emelec              |                   |                 |                 |       | 2                   | 0            | 2            |              |              |  |                  |               |               |               |               |         |   |        |        |        |        |
|  | Santa Fe (u)        | 1                 | 1               | 2               |       |                     |              |              |              |              |  |                  |               |               |               |               |         |   |        |        |        |        |

### Achtste finales
De wedstrijden werden gespeeld op 22-24 september (heen) en op 29 en 30 september en 1 oktober (terug).
| Team 1                         | Tot.               | Team 2                                | 1e wedstr. | 2e wedstr. |
| ------------------------------ | ------------------ | ------------------------------------- | ---------- | ---------- |
| (16) CA River Plate            | 2 - 1              | LDU Quito (1)                         | 2 - 0      | 0 - 1      |
| (15) CA Lanús                  | 0 - 0 (3 - 5 n.s.) | Defensor Sporting Club (2)            | 0 - 0      | 0 - 0      |
| (14) CS Emelec                 | 2 - 2 (u)          | Independiente Santa Fe (3)            | 2 - 1      | 0 - 1      |
| (13) Club Deportes Tolima      | 1 - 2              | Club Sportivo Luqueño (4)             | 1 - 1      | 0 - 1      |
| (12) Clube Atlético Paranaense | 1 - 0              | Brasília FC (5)                       | 1 - 0      | 0 - 0      |
| (11) CA Independiente          | 1 - 0              | Club Olimpia (6)                      | 1 - 0      | 0 - 0      |
| (10) Sport Club do Recife      | 1 - 4              | CA Huracán (7)                        | 1 - 1      | 0 - 3      |
| (9) Club Libertad              | 2 - 2 (3 - 5 n.s.) | Associação Chapecoense de Futebol (8) | 1 - 1      | 1 - 1      |

|                                     |                      |                                        |                       |                                                                                    |
| 22 september 2015 19:00 uur (UTC−5) | Club Deportes Tolima | 1 – 1                                  | Club Sportivo Luqueño | Estadio Metropolitano de Techo, Bogotá Scheidsrechter: Germán Delfino (Argentinië) |
| 22 september 2015 19:00 uur (UTC−5) | Estrada 15'          | Verslag (Conmebol) Verslag (Soccerway) | 54' Ortega            | Estadio Metropolitano de Techo, Bogotá Scheidsrechter: Germán Delfino (Argentinië) |

|                                     |                         |                                        |                        |                                                                 |
| 23 september 2015 17:00 uur (UTC−5) | CS Emelec               | 2 – 1                                  | Independiente Santa Fe | Estadio Jocay, Manta Scheidsrechter: Ricardo Marques (Brazilië) |
| 23 september 2015 17:00 uur (UTC−5) | Bolaños 82', 88' (pen.) | Verslag (Conmebol) Verslag (Soccerway) | 45' Roa                | Estadio Jocay, Manta Scheidsrechter: Ricardo Marques (Brazilië) |

|                                     |                     |                                        |           | |
| 23 september 2015 19:00 uur (UTC−3) | CA River Plate      | 2 – 0                                  | LDU Quito | Estadio Monumental Antonio Vespucio Liberti, Buenos Aires Scheidsrechter: Christian Ferreyra (Uruguay) |
| 23 september 2015 19:00 uur (UTC−3) | Alario 26' Mora 75' | Verslag (Conmebol) Verslag (Soccerway) |           | Estadio Monumental Antonio Vespucio Liberti, Buenos Aires Scheidsrechter: Christian Ferreyra (Uruguay) |

|                                     |                  |                                        |              |                                                                                    |
| 23 september 2015 21:15 uur (UTC−3) | CA Independiente | 1 – 0                                  | Club Olimpia | Estadio Libertadores de América, Avellaneda Scheidsrechter: Héber Lopes (Brazilië) |
| 23 september 2015 21:15 uur (UTC−3) | Trejo 42'        | Verslag (Conmebol) Verslag (Soccerway) |              | Estadio Libertadores de América, Avellaneda Scheidsrechter: Héber Lopes (Brazilië) |

|                                     |                           |                                        |             |                                                                                   |
| 23 september 2015 22:00 uur (UTC−3) | Clube Atlético Paranaense | 1 – 0                                  | Brasília FC | Estádio Joaquim Américo Guimarães, Curitiba Scheidsrechter: Gery Vargas (Bolivia) |
| 23 september 2015 22:00 uur (UTC−3) | Daniel Hernández 62'      | Verslag (Conmebol) Verslag (Soccerway) |             | Estádio Joaquim Américo Guimarães, Curitiba Scheidsrechter: Gery Vargas (Bolivia) |

|                                     |                      |                                        |                   |                                                                                   |
| 23 september 2015 22:00 uur (UTC−3) | Sport Club do Recife | 1 – 1                                  | CA Huracán        | Estádio Adelmar da Costa Carvalho, Recife Scheidsrechter: Adrián Vélez (Colombia) |
| 23 september 2015 22:00 uur (UTC−3) | André 51'            | Verslag (Conmebol) Verslag (Soccerway) | 74' (pen.) Bogado | Estádio Adelmar da Costa Carvalho, Recife Scheidsrechter: Adrián Vélez (Colombia) |

|                                     |               |                                        |                                   |                                                                          |
| 24 september 2015 20:00 uur (UTC−4) | Club Libertad | 1 – 1                                  | Associação Chapecoense de Futebol | Estadio Dr. Nicolás Leoz, Asunción Scheidsrechter: Roberto Tobar (Chili) |
| 24 september 2015 20:00 uur (UTC−4) | López 90+2'   | Verslag (Conmebol) Verslag (Soccerway) | 17' Camilo                        | Estadio Dr. Nicolás Leoz, Asunción Scheidsrechter: Roberto Tobar (Chili) |

|                                     |                                        |       |                        |                                                                                            |
| 24 september 2015 21:00 uur (UTC−3) | CA Lanús                               | 0 – 0 | Defensor Sporting Club | Estadio Ciudad de Lanús - Néstor Díaz Pérez, Lanús Scheidsrechter: José Argote (Venezuela) |
| 24 september 2015 21:00 uur (UTC−3) | Verslag (Conmebol) Verslag (Soccerway) |       |                        | Estadio Ciudad de Lanús - Néstor Díaz Pérez, Lanús Scheidsrechter: José Argote (Venezuela) |

|                                     |                       |                                        |                      |                                                                         |
| 29 september 2015 18:00 uur (UTC−4) | Club Sportivo Luqueño | 1 – 0                                  | Club Deportes Tolima | Estadio Feliciano Cáceres, Luque Scheidsrechter: Julio Bascuñán (Chili) |
| 29 september 2015 18:00 uur (UTC−4) | Miño 76'              | Verslag (Conmebol) Verslag (Soccerway) |                      | Estadio Feliciano Cáceres, Luque Scheidsrechter: Julio Bascuñán (Chili) |

|                                     |                        |                                        |           |                                                                         |
| 29 september 2015 19:00 uur (UTC−5) | Independiente Santa Fe | 1 – 0                                  | CS Emelec | Estadio Nemesio Camacho, Bogotá Scheidsrechter: Darío Ubríaco (Uruguay) |
| 29 september 2015 19:00 uur (UTC−5) | Morelo 45+1'           | Verslag (Conmebol) Verslag (Soccerway) |           | Estadio Nemesio Camacho, Bogotá Scheidsrechter: Darío Ubríaco (Uruguay) |

|                                     |           |                                        |                |                                                                                         |
| 30 september 2015 17:00 uur (UTC−5) | LDU Quito | 1 – 0                                  | CA River Plate | Estadio de Liga Deportiva Universitaria, Quito Scheidsrechter: Wilmar Roldán (Colombia) |
| 30 september 2015 17:00 uur (UTC−5) | Mina 53'  | Verslag (Conmebol) Verslag (Soccerway) |                | Estadio de Liga Deportiva Universitaria, Quito Scheidsrechter: Wilmar Roldán (Colombia) |

|                                     |                                        |       |                  |                                                                                   |
| 30 september 2015 20:00 uur (UTC−3) | Club Olimpia                           | 0 – 0 | CA Independiente | Estadio Defensores del Chaco, Asunción Scheidsrechter: Daniel Fedorczuk (Uruguay) |
| 30 september 2015 20:00 uur (UTC−3) | Verslag (Conmebol) Verslag (Soccerway) |       |                  | Estadio Defensores del Chaco, Asunción Scheidsrechter: Daniel Fedorczuk (Uruguay) |

|                                     |                                        |       |                           |                                                                                                  |
| 30 september 2015 22:00 uur (UTC−3) | Brasília FC                            | 0 – 0 | Clube Atlético Paranaense | Estádio Nacional de Brasília Mané Garrincha, Brasília Scheidsrechter: Silvio Trucco (Argentinië) |
| 30 september 2015 22:00 uur (UTC−3) | Verslag (Conmebol) Verslag (Soccerway) |       |                           | Estádio Nacional de Brasília Mané Garrincha, Brasília Scheidsrechter: Silvio Trucco (Argentinië) |

|                                     |                           |                                        |                      |                                                                                   |
| 30 september 2015 22:00 uur (UTC−3) | CA Huracán                | 3 – 0                                  | Sport Club do Recife | Estadio Tomás Adolfo Ducó, Buenos Aires Scheidsrechter: Julio Quintana (Paraguay) |
| 30 september 2015 22:00 uur (UTC−3) | Ábila 47', 72' Bogado 52' | Verslag (Conmebol) Verslag (Soccerway) |                      | Estadio Tomás Adolfo Ducó, Buenos Aires Scheidsrechter: Julio Quintana (Paraguay) |

|                                  |                                                 |                                        |                                |                                                        |
| 1 oktober 2015 21:00 uur (UTC−3) | Associação Chapecoense de Futebol               | 1 – 1                                  | Club Libertad                  | Arena Condá, Chapecó Scheidsrechter: Diego Haro (Peru) |
| 1 oktober 2015 21:00 uur (UTC−3) | Túlio de Melo 7'                                | Verslag (Conmebol) Verslag (Soccerway) | 3' Mencia                      | Arena Condá, Chapecó Scheidsrechter: Diego Haro (Peru) |
| 1 oktober 2015 21:00 uur (UTC−3) | Strafschoppen                                   |                                        |                                | Arena Condá, Chapecó Scheidsrechter: Diego Haro (Peru) |
| 1 oktober 2015 21:00 uur (UTC−3) | Bruno Rangel Neto Cléber Santana Gil Tiago Luís | 5 – 3                                  | López González Balbuena Aquino | Arena Condá, Chapecó Scheidsrechter: Diego Haro (Peru) |

|                                  |                                             |       |                                 |                                                                         |
| 1 oktober 2015 21:00 uur (UTC−3) | Defensor Sporting Club                      | 0 – 0 | CA Lanús                        | Estadio Luis Franzini, Montevideo Scheidsrechter: Enrique Osses (Chili) |
| 1 oktober 2015 21:00 uur (UTC−3) | Verslag (Conmebol) Verslag (Soccerway)      |       |                                 | Estadio Luis Franzini, Montevideo Scheidsrechter: Enrique Osses (Chili) |
| 1 oktober 2015 21:00 uur (UTC−3) | Strafschoppen                               |       |                                 | Estadio Luis Franzini, Montevideo Scheidsrechter: Enrique Osses (Chili) |
| 1 oktober 2015 21:00 uur (UTC−3) | Scotti Rodríguez Lozano Cardacio Maxi Gómez | 5 – 3 | Aguirre Martínez Velázquez Leto | Estadio Luis Franzini, Montevideo Scheidsrechter: Enrique Osses (Chili) |

### Kwartfinales
De wedstrijden werden gespeeld op 20-22 oktober (heen) en op 27-29 oktober (terug).
| Team 1                         | Tot.  | Team 2                                | 1e wedstr. | 2e wedstr. |
| ------------------------------ | ----- | ------------------------------------- | ---------- | ---------- |
| (16) CA River Plate            | 4 - 3 | Associação Chapecoense de Futebol (8) | 3 - 1      | 1 - 2      |
| (7) CA Huracán                 | 1 - 0 | Defensor Sporting Club (2)            | 1 - 0      | 0 - 0      |
| (11) CA Independiente          | 1 - 2 | Independiente Santa Fe (3)            | 0 - 1      | 1 - 1      |
| (12) Clube Atlético Paranaense | 1 - 2 | Club Sportivo Luqueño (4)             | 1 - 0      | 0 - 2      |

|                                   |            |                                        |                        |                                                                                     |
| 20 oktober 2015 20:45 uur (UTC−3) | CA Huracán | 1 – 0                                  | Defensor Sporting Club | Estadio Tomás Adolfo Ducó, Buenos Aires Scheidsrechter: Anderson Daronco (Brazilië) |
| 20 oktober 2015 20:45 uur (UTC−3) | Ábila 78'  | Verslag (Conmebol) Verslag (Soccerway) |                        | Estadio Tomás Adolfo Ducó, Buenos Aires Scheidsrechter: Anderson Daronco (Brazilië) |

|                                   |                           |                                        |                       |                                                                                    |
| 21 oktober 2015 20:00 uur (UTC−2) | Clube Atlético Paranaense | 1 – 0                                  | Club Sportivo Luqueño | Estádio Joaquim Américo Guimarães, Curitiba Scheidsrechter: Víctor Carrillo (Peru) |
| 21 oktober 2015 20:00 uur (UTC−2) | Marcos Guilherme 63'      | Verslag (Conmebol) Verslag (Soccerway) |                       | Estádio Joaquim Américo Guimarães, Curitiba Scheidsrechter: Víctor Carrillo (Peru) |

|                                   |                                 |                                        |                                   | |
| 21 oktober 2015 21:00 uur (UTC−3) | CA River Plate                  | 3 – 1                                  | Associação Chapecoense de Futebol | Estadio Monumental Antonio Vespucio Liberti, Buenos Aires Scheidsrechter: Jonhatan Fuentes (Uruguay) |
| 21 oktober 2015 21:00 uur (UTC−3) | Sánchez 19', 85' Pisculichi 62' | Verslag (Conmebol) Verslag (Soccerway) | 36' Maranhão                      | Estadio Monumental Antonio Vespucio Liberti, Buenos Aires Scheidsrechter: Jonhatan Fuentes (Uruguay) |

|                                   |                  |                                        |                        |                                                                                       |
| 22 oktober 2015 20:45 uur (UTC−3) | CA Independiente | 0 – 1                                  | Independiente Santa Fe | Estadio Libertadores de América, Avellaneda Scheidsrechter: Wilton Sampaio (Brazilië) |
| 22 oktober 2015 20:45 uur (UTC−3) |                  | Verslag (Conmebol) Verslag (Soccerway) | 65' Balanta            | Estadio Libertadores de América, Avellaneda Scheidsrechter: Wilton Sampaio (Brazilië) |

|                                   |                                        |       |            |                                                                            |
| 27 oktober 2015 20:45 uur (UTC−3) | Defensor Sporting Club                 | 0 – 0 | CA Huracán | Estadio Luis Franzini, Montevideo Scheidsrechter: Roddy Zambrano (Ecuador) |
| 27 oktober 2015 20:45 uur (UTC−3) | Verslag (Conmebol) Verslag (Soccerway) |       |            | Estadio Luis Franzini, Montevideo Scheidsrechter: Roddy Zambrano (Ecuador) |

|                                   |                          |                                        |                           |                                                                               |
| 28 oktober 2015 19:00 uur (UTC−3) | Club Sportivo Luqueño    | 2 – 0                                  | Clube Atlético Paranaense | Estadio Feliciano Cáceres, Luque Scheidsrechter: Christian Ferreyra (Uruguay) |
| 28 oktober 2015 19:00 uur (UTC−3) | Ortega 3' Leguizamón 35' | Verslag (Conmebol) Verslag (Soccerway) |                           | Estadio Feliciano Cáceres, Luque Scheidsrechter: Christian Ferreyra (Uruguay) |

|                                   |                                   |                                        |                |                                                             |
| 28 oktober 2015 22:00 uur (UTC−2) | Associação Chapecoense de Futebol | 2 – 1                                  | CA River Plate | Arena Condá, Chapecó Scheidsrechter: Julio Bascuñán (Chili) |
| 28 oktober 2015 22:00 uur (UTC−2) | Bruno Rangel 20', 52'             | Verslag (Conmebol) Verslag (Soccerway) | 45+1' Sánchez  | Arena Condá, Chapecó Scheidsrechter: Julio Bascuñán (Chili) |

|                                   |                        |                                        |                    |                                                                         |
| 29 oktober 2015 19:00 uur (UTC−5) | Independiente Santa Fe | 1 – 1                                  | CA Independiente   | Estadio Nemesio Camacho, Bogotá Scheidsrechter: José Argote (Venezuela) |
| 29 oktober 2015 19:00 uur (UTC−5) | Meza 30'               | Verslag (Conmebol) Verslag (Soccerway) | 90+1' (own) Zapata | Estadio Nemesio Camacho, Bogotá Scheidsrechter: José Argote (Venezuela) |

### Halve finales
De wedstrijden werden gespeeld op 4 en 5 november (heen) en op 25 en 26 november (terug). Omdat twee Argentijnse ploegen de halve finales bereikten, speelden zij automatisch tegen elkaar.
| Team 1                    | Tot.      | Team 2                     | 1e wedstr. | 2e wedstr. |
| ------------------------- | --------- | -------------------------- | ---------- | ---------- |
| (4) Club Sportivo Luqueño | 1 - 1 (u) | Independiente Santa Fe (3) | 1 - 1      | 0 - 0      |
| (16) CA River Plate       | 2 - 3     | CA Huracán (7)             | 0 - 1      | 2 - 2      |

|                                   |                       |                                        |                        |                                                                          |
| 4 november 2015 20:45 uur (UTC−3) | Club Sportivo Luqueño | 1 – 1                                  | Independiente Santa Fe | Estadio Feliciano Cáceres, Luque Scheidsrechter: Darío Ubríaco (Uruguay) |
| 4 november 2015 20:45 uur (UTC−3) | Di Vanni 13'          | Verslag (Conmebol) Verslag (Soccerway) | 60' Perlaza            | Estadio Feliciano Cáceres, Luque Scheidsrechter: Darío Ubríaco (Uruguay) |

|                                   |                |                                        |              |                                                                                                  |
| 5 november 2015 20:45 uur (UTC−3) | CA River Plate | 0 – 1                                  | CA Huracán   | Estadio Monumental Antonio Vespucio Liberti, Buenos Aires Scheidsrechter: Andrés Cunha (Uruguay) |
| 5 november 2015 20:45 uur (UTC−3) |                | Verslag (Conmebol) Verslag (Soccerway) | 14' Espinoza | Estadio Monumental Antonio Vespucio Liberti, Buenos Aires Scheidsrechter: Andrés Cunha (Uruguay) |

|                                    |                                       |       |                       |                                                                       |
| 25 november 2015 19:00 uur (UTC−5) | Independiente Santa Fe                | 0 – 0 | Club Sportivo Luqueño | Estadio Nemesio Camacho, Bogotá Scheidsrechter: Enrique Osses (Chili) |
| 25 november 2015 19:00 uur (UTC−5) | Verslag (Conmebol Verslag (Soccerway) |       |                       | Estadio Nemesio Camacho, Bogotá Scheidsrechter: Enrique Osses (Chili) |

|                                    |                      |                                        |                |                                                                                 |
| 26 november 2015 20:45 uur (UTC−3) | CA Huracán           | 2 – 2                                  | CA River Plate | Estadio Tomás Adolfo Ducó, Buenos Aires Scheidsrechter: Sandro Ricci (Brazilië) |
| 26 november 2015 20:45 uur (UTC−3) | Toranzo 2' Ábila 25' | Verslag (Conmebol) Verslag (Soccerway) | 68', 81' Mora  | Estadio Tomás Adolfo Ducó, Buenos Aires Scheidsrechter: Sandro Ricci (Brazilië) |

### Finale
De wedstrijden werden gespeeld op 2 en 9 december. Voor beide clubs was het de eerste maal dat ze in de finale van de Copa Sudamericana stonden.
|                 |                                        |       |                        |                                                                                  |
| 2 december 2015 | CA Huracán                             | 0 – 0 | Independiente Santa Fe | Estadio Tomás Adolfo Ducó, Buenos Aires Scheidsrechter: Antonio Arias (Paraguay) |
| 2 december 2015 | Verslag (Conmebol) Verslag (Soccerway) |       |                        | Estadio Tomás Adolfo Ducó, Buenos Aires Scheidsrechter: Antonio Arias (Paraguay) |

|                 |                                        |       |                                 |                                                                        |
| 9 december 2015 | Independiente Santa Fe                 | 0 – 0 | CA Huracán                      | Estadio Nemesio Camacho, Bogotá Scheidsrechter: Héber Lopes (Brazilië) |
| 9 december 2015 | Verslag (Conmebol) Verslag (Soccerway) |       |                                 | Estadio Nemesio Camacho, Bogotá Scheidsrechter: Héber Lopes (Brazilië) |
| 9 december 2015 | Strafschoppen                          |       |                                 | Estadio Nemesio Camacho, Bogotá Scheidsrechter: Héber Lopes (Brazilië) |
| 9 december 2015 | Pérez Sejias Balanta                   | 3 – 1 | Bogado Nervo Mancinelli Toranzo | Estadio Nemesio Camacho, Bogotá Scheidsrechter: Héber Lopes (Brazilië) |

0–0 over twee wedstrijden. Independiente Santa Fe wint met 3–1 na strafschoppen.
| Winnaar Copa Libertadores 2015  |
| ------------------------------- |
| Independiente Santa Fe 1e titel |

## Statistieken

### Scheidsrechters
| Naam                 | Geboren    | Land   | Duels | Kreeg geel | Kreeg voor de tweede keer geel en dus rood | Weggestuurd |
| -------------------- | ---------- | ------ | ----- | ---------- | ------------------------------------------ | ----------- |
| José Argote          | 17.10.1980 | VEN    | 3     | 17         | 0                                          | 0           |
| Julio Bascuñán       | 11.06.1978 | CHI    | 3     | 14         | 2                                          | 0           |
| Andrés Cunha         | 08.09.1976 | URU    | 3     | 12         | 0                                          | 0           |
| Christian Ferreyra   | 19.01.1978 | URU    | 3     | 13         | 1                                          | 1           |
| Jonathan Fuentes     | 00.00.1982 | URU    | 3     | 9          | 0                                          | 0           |
| Enrique Osses        | 26.05.1974 | CHI    | 3     | 21         | 0                                          | 0           |
| Roberto Tobar        | 13.04.1978 | CHI    | 3     | 16         | 0                                          | 2           |
| Darío Ubriaco        | 08.02.1972 | URU    | 3     | 13         | 0                                          | 0           |
| Guery Vargas         | 12.03.1981 | BOL    | 3     | 15         | 0                                          | 0           |
| Roddy Zambrano       | 03.02.1978 | ECU    | 3     | 15         | 0                                          | 0           |
| Antonio Arias        | 07.09.1972 | PAR    | 2     | 10         | 0                                          | 1           |
| Enrique Cáceres      | 20.03.1974 | PAR    | 2     | 14         | 0                                          | 0           |
| Víctor Carrillo      | 30.10.1975 | PER    | 2     | 11         | 0                                          | 0           |
| Raphael Claus        | 06.09.1979 | BRA    | 2     | 6          | 0                                          | 0           |
| Anderson Daronco     | 05.01.1981 | BRA    | 2     | 4          | 0                                          | 0           |
| Germán Delfino       | 04.05.1978 | ARG    | 2     | 6          | 0                                          | 3           |
| Diego Haro           | 18.12.1982 | PER    | 2     | 9          | 0                                          | 2           |
| Wilson Lamouroux     | 17.05.1979 | COL    | 2     | 6          | 1                                          | 0           |
| Heber Lopes          | 13.07.1972 | BRA    | 2     | 7          | 0                                          | 2           |
| Ricardo Marques      | 18.06.1979 | BRA    | 2     | 7          | 1                                          | 0           |
| Raúl Orosco          | 25.03.1979 | BOL    | 2     | 9          | 1                                          | 3           |
| Julio Quintana       | 00.00.1978 | PAR    | 2     | 11         | 1                                          | 2           |
| Sandro Ricci         | 28.09.1970 | BRA    | 2     | 14         | 0                                          | 1           |
| Wilmar Roldán        | 24.01.1980 | COL    | 2     | 16         | 2                                          | 1           |
| Wilton Sampaio       | 25.12.1981 | BRA    | 2     | 9          | 0                                          | 0           |
| Silvio Trucco        | 18.04.1978 | ARG    | 2     | 6          | 0                                          | 0           |
| Jesús Valenzuela     | 24.11.1983 | VEN    | 2     | 9          | 0                                          | 0           |
| Adrián Vélez         | 00.00.1976 | COL    | 2     | 12         | 0                                          | 0           |
| Mauro Vigliano       | 05.08.1975 | ARG    | 2     | 9          | 0                                          | 0           |
| Carlos Amarilla      | 26.10.1970 | PAR    | 1     | 2          | 0                                          | 1           |
| José Buitrago        | 05.11.1970 | COL    | 1     | 3          | 1                                          | 0           |
| Diego Ceballos       | 10.01.1978 | ARG    | 1     | 5          | 0                                          | 0           |
| Péricles Cortez      | 03.07.1975 | BRA    | 1     | 8          | 1                                          | 0           |
| Luis de Oliveira     | 13.06.1977 | BRA    | 1     | 4          | 0                                          | 0           |
| Mario Díaz de Vivar  | 22.10.1983 | PAR    | 1     | 5          | 0                                          | 0           |
| Fernando Falce       | 19.02.1976 | URU    | 1     | 1          | 0                                          | 0           |
| Daniel Fedorczuk     | 02.05.1976 | URU    | 1     | 4          | 0                                          | 1           |
| Henry Gambetta       | 23.02.1974 | PER    | 1     | 3          | 0                                          | 1           |
| Darío Herrera        | 24.02.1985 | ARG    | 1     | 7          | 0                                          | 1           |
| Diego Lara           | 25.01.1979 | ECU    | 1     | 7          | 1                                          | 0           |
| Patricio Loustau     | 15.04.1975 | ARG    | 1     | 5          | 0                                          | 1           |
| Óscar Maldonado      | 13.04.1972 | BOL    | 1     | 2          | 0                                          | 0           |
| Ulises Mereles       | 00.00.1984 | PAR    | 1     | 3          | 1                                          | 0           |
| Carlos Orbe          | 11.02.1982 | ECU    | 1     | 5          | 0                                          | 0           |
| Jorge Osorio         | 26.06.1977 | CHI    | 1     | 6          | 0                                          | 0           |
| Néstor Pitana        | 17.06.1975 | ARG    | 1     | 6          | 1                                          | 0           |
| Patricio Polic       | 00.00.1972 | CHI    | 1     | 5          | 0                                          | 0           |
| Omar Ponce           | 25.01.1977 | ECU    | 1     | 3          | 0                                          | 0           |
| Federico Rapallini   | 28.04.1978 | ARG    | 1     | 4          | 0                                          | 0           |
| Luis Alfonso Sánchez | 01.09.1980 | COL    | 1     | 4          | 0                                          | 0           |
| Miguel Santivañez    | 15.04.1977 | PER    | 1     | 3          | 0                                          | 0           |
| Juan Soto            | 14.10.1977 | VEN    | 1     | 1          | 0                                          | 0           |
| Leandro Vuaden       | 29.06.1975 | BRA    | 1     | 2          | 0                                          | 0           |
| Totaal               | Totaal     | Totaal | 92    | 418        | 14                                         | 23          |

## Trivia
- De finale ging net als vorige editie tussen een Argentijnse en een Colombiaanse club.
- Het was de eerste maal dat de Copa Sudamericana werd gewonnen door een Colombiaanse club.
- Het was de eerste officiële internationale titel voor Independiente Santa Fe. Eerder verloren ze de finale van de Copa CONMEBOL 1996 en de Copa Merconorte 1999.